# Embrice (nautica)

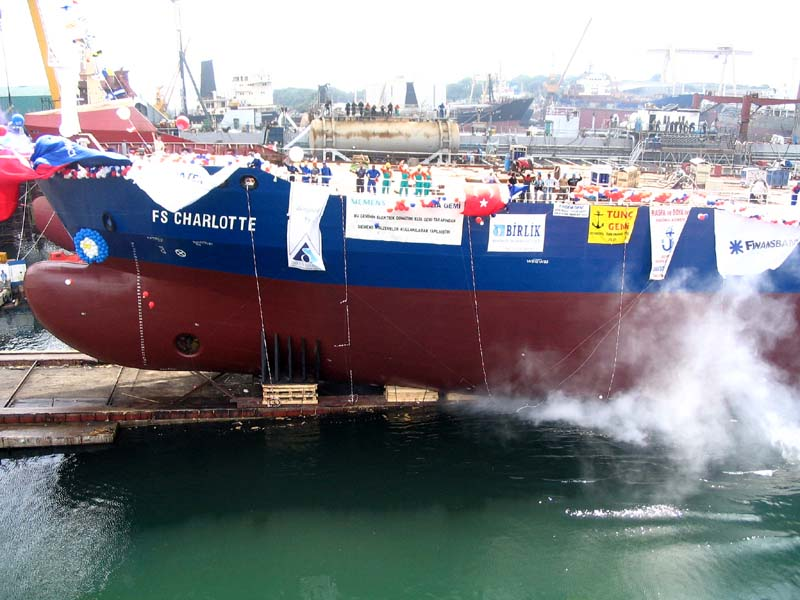
La FS Charlotte durante il varo. Si notano le funi lungo la fiancata.

Nell'edilizia navale l'embrice è una fune (o trinca) che stringe contro lo scafo l'invasatura dell'imbarcazione preparata per il varo.